# 江凯兴
江凯兴（英語：Kang Khai Xing，2006年4月25日—），马来西亚男子羽毛球運動員。2023年11月21日，世界青少年排名高居男雙第二位。

## 簡歷
2022年12月，江凯兴与搭档Clarissa San出战泰国(Gazoo Racing Asia U17&U15)青少年锦标赛，在混双半决赛以0比2（19-21、18-21）不敌中华台北的寶昕·達古拉外／Hsien Mi Yen。

## 主要比賽成績
只列出曾進入準決賽的國際賽事成績：
| 年份   | 賽事                     | 公開賽級別 | 項目     | 拍檔   | 成績   |
| ------ | ------------------------ | ---------- | -------- | ------ | ------ |
| 2023年 | 世界青年羽毛球錦標賽     | 其他       | 混合團體 | －     | 季軍   |
| 2024年 | 斯里蘭卡羽毛球國際挑戰賽 | 國際挑戰賽 | 男子雙打 | 戴偉欽 | 準決賽 |
| 2024年 | 奧地利羽毛球公開賽       | 國際系列賽 | 男子雙打 | 戴偉欽 | 準決賽 |
| 2024年 | 泰國羽毛球國際挑戰賽     | 國際挑戰賽 | 男子雙打 | 戴偉欽 | 冠軍   |
| 2024年 | 亞洲青年羽毛球錦標賽     | 其他       | 混合團體 | －     | 季軍   |
| 2024年 | 亞洲青年羽毛球錦標賽     | 其他       | 男子雙打 | 戴偉欽 | 亞軍   |
| 2024年 | 世界青年羽毛球錦標賽     | 其他       | 混合團體 | －     | 季軍   |
| 2024年 | 世界青年羽毛球錦標賽     | 其他       | 男子雙打 | 戴偉欽 | 冠軍   |

| 2018-2026年 | 總決賽 | 超級1000賽 | 超級750賽 | 超級500賽 | 超級300賽 | 超級100賽 | 國際挑戰賽 | 國際系列賽 | 未來系列賽 | 其他 |